# Claire Salomon-Bayet
Pour les articles homonymes, voir Bayet (homonymie).
Claire Salomon-Bayet, née à Caen le 1er mai 1932 et morte à Paris 15e le 9 octobre 2016, est philosophe, professeure émérite à la Sorbonne, spécialiste de Rousseau, Pasteur et Cournot.

## Biographie

### Famille
Claire Salomon-Bayet est la fille de Jean Bayet, latiniste, directeur de l'École française de Rome et membre de l'Académie des inscriptions et belles-lettres, et la belle-sœur d'André Boucourechliev, compositeur et musicologue d'origine bulgare, époux de sa sœur Jeanne.
Elle est l'épouse de Jean-Jacques Salomon.

### Carrière
Agrégée de philosophie (1957), Claire Salomon-Bayet soutient en 1976 un doctorat ès-lettres (philosophie et histoire des sciences) sous la direction de Georges Canguilhem. De 1957 à 1959, elle est professeure de lettres supérieures au lycée Louis-Pasteur de Besançon. Puis, de 1960 à 1964, elle est secrétaire de rédaction de la Revue de l’enseignement supérieur et des études philosophiques. Peu après, elle est assistante à la Sorbonne (1964-1968), avant d'intégrer le CNRS où elle reste jusqu'en 1981, membre de l’Institut d’histoire des sciences.
De 1981 à 1988, elle est élue professeure de philosophie à l’université Lille-III, où elle croise Bertrand Saint-Sernin, Gérard Simon et Jean Bollack. En parallèle, de 1986 à 1990, elle est également directrice scientifique adjointe du Département des « Sciences de l’homme et de la société » du CNRS, dont Jacques Lautman est le directeur. 
En 1990, Claire Salomon-Bayet est nommée à la chaire d’histoire des sciences de l’UFR d’histoire de l’Université de Paris I, succédant à Jacques Roger. De 1988 à 1998, elle dirige le Centre d’histoire des sciences et des mouvements intellectuels.
En 1998, elle est nommée au Haut Comité des célébrations nationales et y siège jusqu'en 2010. En 1997, elle est élue membre éffective de l'Académie internationale d'histoire des sciences et officier de la légion d'honneur.
Professeure invitée à plusieurs reprises (Harvard, Université de Montréal, Wissenschaftskolleg de Berlin), elle est membre de l’Institute for Advanced Study (Princeton, New Jersey, USA) depuis 1981. Elle est également membre de l'Académie internationale d'histoire des sciences, du Haut Comité des célébrations nationales, ainsi que du Comité national français d'histoire et de philosophie des sciences.

## Distinctions
- Officière de la Légion d'honneur[6]
- Officière de l'ordre national du Mérite[7]
- Médaille Marc-Auguste-Pictet de la Société de physique et d'histoire naturelle de Genève (2006)

## Textes en ligne
- Haut comité des Célébrations nationales (dir.) (préf. Salomon-Bayet, Claire), Célébrations nationales, Paris, Ministère de la culture et de la communication, 2004 (lire en ligne)
- Salomon-Bayet, Claire, « Le néo-hippocratisme aurait-il un avenir ? », Histoire des sciences médicales, vol. 37, no 33,‎ 2003, p. 349-355 (lire en ligne)
- Salomon-Bayet, Claire, « Les Lumières. Suite ou fin? », dans Les origines de la création, Paris, UNESCO, 2002, 134 p. (lire en ligne), p. 81-88
- Salomon-Bayet, Claire, « Georges Canguilhem en son temps. Présentation / Introduction », Revue d'histoire des sciences, vol. 53, no 1,‎ 2000, p. 5-8 (lire en ligne)
- Salomon-Bayet, Claire, « Découvertes scientifiques. Transmission et réception des savoirs. Introduction », dans Actes du XIXe Congrès international des Sciences historiques, Oslo, Comité international des sciences historiques, 2000 (lire en ligne)
- Salomon-Bayet, Claire, « La gloire de Pasteur », Romantisme, no 100,‎ 1998, p. 159-169 (lire en ligne)
- Salomon-Bayet, Claire, « Jean-Baptiste Dumas », dans Célébrations nationales, Paris, ministère de la Culture et de la Communication, 2000 (lire en ligne)
- Salomon-Bayet, Claire, « L'institution de la science : un exemple au XVIIIe siècle », Annales (Économies, sociétés, civilisations), vol. 30, no 5,‎ 1975, p. 1028-1044 (lire en ligne)
- Salomon-Bayet, Claire, « Opiologia, imposture et célébration de l'opium », Revue d'histoire des sciences, vol. 25, no 2,‎ 1972, p. 125-150 (lire en ligne)
- Salomon-Bayet, Claire, « Un préambule théorique à une Académie des Arts. Académie royale des Sciences (1693-1696). Présentation et textes », Revue d'histoire des sciences et de leurs applications, vol. 23, no 3,‎ 1970, p. 229-250 (lire en ligne)